# Mashona Washington
Pour les articles homonymes, voir Washington.
Mashona Washington (née le 31 mai 1976 à Flint, Michigan) est une joueuse de tennis américaine, professionnelle de 1995 à 2012.
Elle a fait partie de l'équipe américaine de Fed Cup et n'a pas remporté de titre sur le circuit WTA pendant sa carrière.
Elle est la sœur cadette du joueur MaliVai Washington (finaliste à Wimbledon en 1996).

## Palmarès

### Titre en simple dames
Aucun

### Finale en simple dames
| No | Date       | Nom et lieu du tournoi                     | Catégorie | Dotation  | Surface    | Vainqueure      | Score    |          |
| -- | ---------- | ------------------------------------------ | --------- | --------- | ---------- | --------------- | -------- | -------- |
| 1  | 04/10/2004 | AIG Japan Open Tennis Championships, Tokyo | Tier III  | 170 000 $ | Dur (ext.) | Maria Sharapova | 6-0, 6-1 | Parcours |

### Titre en double dames
Aucun

### Finales en double dames
| No | Date       | Nom et lieu du tournoi                    | Catégorie | Dotation  | Surface    | Vainqueures                       | Partenaire       | Score    |          |
| -- | ---------- | ----------------------------------------- | --------- | --------- | ---------- | --------------------------------- | ---------------- | -------- | -------- |
| 1  | 04/10/2004 | AIG Japan Open Tennis Championships Tokyo | Tier III  | 170 000 $ | Dur (ext.) | Shinobu Asagoe Katarina Srebotnik | Jennifer Hopkins | 6-1, 6-4 | Parcours |
| 2  | 25/02/2008 | M. Keegan & Cellular South Cup Memphis    | Tier III  | 175 000 $ | Dur (int.) | Lindsay Davenport Lisa Raymond    | Angela Haynes    | 6-3, 6-1 | Parcours |

## Parcours en Grand Chelem

### En simple dames
| Année | Open d'Australie | Open d'Australie | Internationaux de France | Internationaux de France | Wimbledon       | Wimbledon        | US Open         | US Open          |
| ----- | ---------------- | ---------------- | ------------------------ | ------------------------ | --------------- | ---------------- | --------------- | ---------------- |
| 1998  | -                | -                | -                        | -                        | -               | -                | 1er tour (1/64) | Barbara Schett   |
| 1999  | -                | -                | -                        | -                        | -               | -                | 1er tour (1/64) | Jelena Kostanić  |
| 2000  | -                | -                | -                        | -                        | 1er tour (1/64) | Amanda Coetzer   | 1er tour (1/64) | Janet Lee        |
| 2002  | -                | -                | -                        | -                        | -               | -                | 2e tour (1/32)  | Kim Clijsters    |
| 2003  | 1er tour (1/64)  | Nicole Pratt     | -                        | -                        | -               | -                | -               | -                |
| 2004  | -                | -                | -                        | -                        | 2e tour (1/32)  | Tatiana Panova   | 1er tour (1/64) | A. Serra Zanetti |
| 2005  | 2e tour (1/32)   | Nathalie Dechy   | 1er tour (1/64)          | Nadia Petrova            | 3e tour (1/16)  | Elena Dementieva | 1er tour (1/64) | Sania Mirza      |
| 2006  | 1er tour (1/64)  | Jelena Kostanić  | 1er tour (1/64)          | Maria Sharapova          | 2e tour (1/32)  | Dinara Safina    | -               | -                |

À droite du résultat, l’ultime adversaire.

### En double dames
| Année | Open d'Australie            | Open d'Australie         | Internationaux de France      | Internationaux de France | Wimbledon                    | Wimbledon                  | US Open                       | US Open                   |
| ----- | --------------------------- | ------------------------ | ----------------------------- | ------------------------ | ---------------------------- | -------------------------- | ----------------------------- | ------------------------- |
| 1998  | -                           | -                        | -                             | -                        | -                            | -                          | 3e tour (1/8) L. Osterloh     | Amy Frazier K. Schlukebir |
| 1999  | 1er tour (1/32) L. Osterloh | F. Labat D. Monami       | -                             | -                        | 1er tour (1/32) S. Reeves    | Barabanschikova B. Rittner | 1er tour (1/32) Katrina Adams | Laura Golarsa Shaughnessy |
| 2003  | -                           | -                        | -                             | -                        | 3e tour (1/8) M. Sequera     | María Vento A. Widjaja     | 1er tour (1/32) F. Pennetta   | Beygelzimer T. Poutchek   |
| 2004  | 1er tour (1/32) J. Russell  | María Vento A. Widjaja   | 2e tour (1/16) J. Hopkins     | Cara Black Rennae Stubbs | 1er tour (1/32) Nana Miyagi  | J. Kostanić Janet Lee      | 3e tour (1/8) J. Hopkins      | B. Schett P. Schnyder     |
| 2005  | 2e tour (1/16) J. Hopkins   | Navrátilová M. Paštiková | 1er tour (1/32) J. Hopkins    | V. Ruano Paola Suárez    | 2e tour (1/16) J. Hopkins    | Likhovtseva V. Zvonareva   | 1er tour (1/32) J. Hopkins    | S. Asagoe K. Srebotnik    |
| 2006  | 1er tour (1/32) Laura Pous  | Cara Black Rennae Stubbs | 1er tour (1/32) Jamea Jackson | Li Na Peng Shuai         | 2e tour (1/16) B. Mattek     | S. Cohen M. J. Martínez    | -                             | -                         |
| 2008  | -                           | -                        | -                             | -                        | 1er tour (1/32) Hsieh Su-Wei | Y. Shvedova T. Tanasugarn  | -                             | -                         |
| 2009  | -                           | -                        | -                             | -                        | -                            | -                          | 1er tour (1/32) S. Stephens   | Patricia Mayr S. Vögele   |

Sous le résultat, la partenaire ; à droite, l’ultime équipe adverse.

### En double mixte
| Année | Open d'Australie | Open d'Australie | Internationaux de France | Internationaux de France | Wimbledon                   | Wimbledon              | US Open                       | US Open                     |
| ----- | ---------------- | ---------------- | ------------------------ | ------------------------ | --------------------------- | ---------------------- | ----------------------------- | --------------------------- |
| 1996  | -                | -                | -                        | -                        | -                           | -                      | 1er tour (1/16) M. Washington | Helena Suková Cyril Suk     |
| 2003  | -                | -                | -                        | -                        | -                           | -                      | 1er tour (1/16) Jeff Tarango  | J. Husárová Leoš Friedl     |
| 2004  | -                | -                | -                        | -                        | 2e tour (1/16) M. Matkowski | Liezel Huber J. Erlich | -                             | -                           |
| 2011  | -                | -                | -                        | -                        | -                           | -                      | 1er tour (1/16) M. Russell    | N. Llagostera Oliver Marach |

Sous le résultat, le partenaire ; à droite, l’ultime équipe adverse.

## Parcours en «Premier Mandatory» et «Premier 5»
Découlant d'une réforme du circuit WTA inaugurée en 2009, les tournois WTA « Premier Mandatory » et « Premier 5 » constituent les catégories d'épreuves les plus prestigieuses, après les quatre levées du Grand Chelem.

### En double dames
| Année                      | Premier Mandatory                 | Premier Mandatory | Premier Mandatory | Premier Mandatory | Premier Mandatory | Premier Mandatory | Premier Mandatory | Premier Mandatory | Premier 5 | Premier 5 | Premier 5 | Premier 5 | Premier 5 | Premier 5 | Premier 5 | Premier 5 | Premier 5  | Premier 5  | Premier 5 | Premier 5 | Premier 5 | Premier 5 |
| Année                      | Indian Wells                      | Indian Wells      | Miami             | Miami             | Madrid            | Madrid            | Pékin             | Pékin             | Dubaï     | Dubaï     | Doha      | Doha      | Rome      | Rome      | Canada    | Canada    | Cincinnati | Cincinnati | Tokyo     | Tokyo     | Wuhan     | Wuhan     |
| -------------------------- | --------------------------------- | ----------------- | ----------------- | ----------------- | ----------------- | ----------------- | ----------------- | ----------------- | --------- | --------- | --------- | --------- | --------- | --------- | --------- | --------- | ---------- | ---------- | --------- | --------- | --------- | --------- |
| 2009                       |                                   |                   |                   |                   |                   |                   |                   |                   |           |           |           |           |           |           |           |           |            |            |           |           |           |           |
| 1/4 de finale Mattek-Sands | Llagostera Vives Martínez Sánchez | —                 | —                 | —                 | —                 | —                 | —                 | —                 | —         |           |           | —         | —         | —         | —         | —         | —          | —          | —         |           |           |           |

N.B. : le nom de la partenaire se trouve sous le résultat ; le nom des ultimes adversaires se trouve à droite.

## Parcours en Fed Cup
| #                                                                  | Date       | Lieu    | Surface      | Gagnante(s)      | Perdante(s)        | Score         |          |
|                                                                    |            |         |              |                  |                    |               |          |
| 2005 - 1/2 finale (groupe mondial) - Russie - États-Unis - 4 : 1   |            |         |              |                  |                    |               |          |
| 1                                                                  | 09/07/2005 | Moscou  | Terre (int.) | Elena Dementieva | Mashona Washington | 7-5, 6-4      | Parcours |
|                                                                    |            |         |              |                  |                    |               |          |
| 2006 - 1/2 finale (groupe mondial) - Belgique - États-Unis - 4 : 1 |            |         |              |                  |                    |               |          |
| 2                                                                  | 15/07/2006 | Ostende | Dur (int.)   | Kirsten Flipkens | Mashona Washington | 2-6, 3-1, ab. | Parcours |

## Classements WTA en fin de saison

### En simple
| Année | 1993 | 1994 | 1995 | 1996 | 1997 | 1998 | 1999 | 2000 | 2001 | 2002 | 2003 | 2004 | 2005 | 2006 | 2007 | 2008 | 2009 | 2010 | 2011 |
| Rang  | 649  | 403  | 317  | 369  | 237  | 166  | 125  | 142  | 150  | 113  | 178  | 50   | 74   | 229  | 1076 | 312  | 300  | 328  | 707  |

Source : (en) « Classements de Mashona Washington », sur le site officiel du WTA Tour

### En double
| Année | 1998 | 1999 | 2000 | 2001 | 2002 | 2003 | 2004 | 2005 | 2006 | 2007 | 2008 | 2009 | 2010 | 2011 |
| Rang  | 105  | 185  | 197  | 317  | 273  | 83   | 65   | 84   | 89   | 507  | 111  | 104  | 130  | 178  |

Source : (en) « Classements de Mashona Washington », sur le site officiel du WTA Tour